# Кутузово (Зеленоград)
Кутузово — деревня в составе города Москвы с 11 февраля 1987 года. Находится на территории Зеленоградского административного округа.

## Историческое расположение
Село Кутузово располагалась около ст. Крюково.

## История

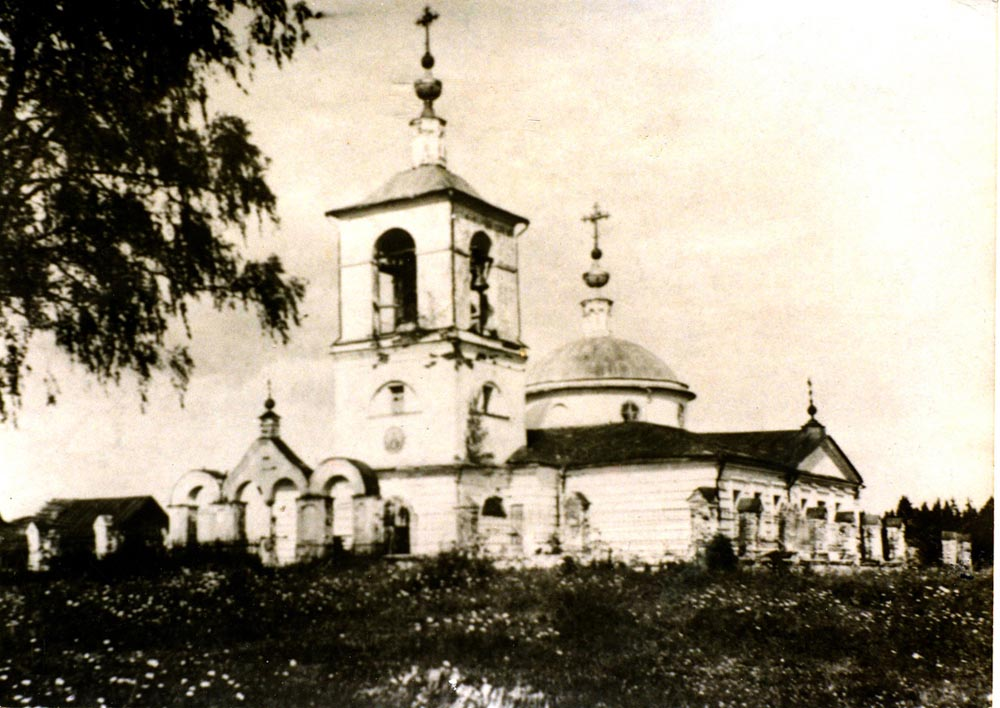
Покровская церковь в Рузино

С XV века по XVI век в селе была вотчина бояр Кутузовых. Во владение входило: село Кутузово, деревня Бунино, проходившая по речке Горетовка, пустырь Ивакино-Денигиское. Василий Борисович Кутузов, последний хозяин, не имел потомков. Село названо в честь его владельцев. Во время эпохи Ивана Грозного многие вотчины потеряли своих хозяев, а новыми становились те, кто был предан царю. Таким образом владельцем стал князь Борис Камбулатович Черкасский, родственник второй жены Ивана Грозного Марии Темрюковны и бояр Романовых. Кроме того, он получил ещё одну территорию.
В 1750-х годах хозяин — майор Иван Васильевич Плещеев. В 1768 году он умер и село перешло к его жене.
С 1839 года по 1861 год хозяин — писатель-публицист Антон Францевич Томашевский, статьи которого находились в газетах: «Галатея», «Телескоп», «Московский вестник», «Молва», «Москвитянин», «Русский архив». В 1861 году крестьяне стали свободными, стали иметь право на торговлю и ремесло, могли покидать место жительства. Крестьяне ходили в село Рузино в Покровскую церковь. В то время ж/д станция Крюково располагалась в 2 вёрстах от села, а шоссе в Санкт-Петербург в шести. Рядом располагалась деревня Брехово, в которой находилась дорога в Москву из села Пятница, благодаря чему ремесло в селе процветало. Новым хозяином стал А. И. Серебрянников, купец из Ростова.
После Первой мировой войны и Гражданской войны сельское хозяйство сильно ухудшилось. Во время коллективизации в деревне был создан колхоз «Кутузово». В 1926 году здесь проводил своё свободное время Михаил Булгаков, к которому приезжали Рубен Симонов, Всеволод Вербицкий.
В первый год Великой Отечественной войны, осенью 1941, у деревни проходила линия фронта. После войны в деревне прошла электрификация, и колхоз «Кутузово» вошёл в совхоз «Крюковский». 11 февраля 1987 года деревня вошла в состав города Зеленограда.